# Juan de Dios Guedez
Juan de Dios Guedez Baquero (* Caballococha, 1964 - ), es un  político peruano. Alcalde  de la Provincia de Mariscal Ramón Castilla. 

## Biografía
Juan de Dios Guedez  nació en Ramón Castilla, el 8 de mayo de 1964. Realizó sus estudios primarios en la Escuela Primaria Mixta N° 60279 San Juan de Camuchero, y los secundarios en el M.A.O. de Caballococha. Hizo estudios sobre de profesional Técnico Agropecuario en el I.S.T. Mariscal Ramón Castilla, entre 1987 y 1990.
Trabaja en el Internado M.A.O. de Caballocoha, desde septiembre de 1997 hasta la fecha. Fue Asistente administrativo en la Parroquia de Caballococha, de enero de 1985 a agosto de 1997.
Crea el Movimiento Independiente Nueva Generación Amazónica, iniciando su participación política como Alcalde del Concejo Provincial de Mariscal Ramón Castilla, para el período 1996-1998, luego como representante de la Agrupación Vamos Vecino, es reelecto para el período 1999-2002. En las elecciones regionales y municipales del Perú de 2010 postula al cargo de Teniente Alcalde, en la lista del Movimiento Fuerza Loetana, encabezada por Julio César Khan.